# Norberto Hernández (futbolista)
Norberto Hernández (Bogotá, Colombia, 1937-Nueva York, Estados Unidos, 1999) fue un futbolista colombiano que se desempeñó como delantero. Jugó para el Santa Fe, Unión Magdalena, Atlético Bucaramanga, Atlético Nacional, Deportes Quindío, Deportivo Pereira y el América de Cali. Con Santa Fe fue dos veces campeón del Fútbol Profesional Colombiano. 

## Trayectoria
En 1956 se fue a jugar a préstamo al Unión Magdalena. Allí jugó algunos partidos y debutó como profesional. Hernández debutó con la camiseta de Santa Fe en 1957. Poco a poco se iba afianzando en la titular, hasta que llegó a ser un jugador destacado. Su primera etapa en el cuadro cardenal fue hasta finales de 1958, y ganó su primer título, ya que fue titular, figura e hizo la gran delantera de Santa Fe con los argentinos Juan José Ferraro y José Vicente Grecco, ayudándolo a ganar su tercer título del Fútbol Profesional Colombiano. Así cerró una etapa con el equipo.
En 1959, Hernández dejó fue a Medellín para jugar en Atlético Nacional. En 1960  regresó al Santa Fe y fue campeón en una nómina con jugadores como  Carlos Rodríguez, Carlos "Copetín" Aponte, Jaime Silva, Hernando "Mono" Tovar y Héctor "Zipa" González además de los argentinos Osvaldo Panzutto y Alberto Perazzo.
Hernández pasó al Atlético Bucaramanga, luego al Deportes Tolima,  al Deportes Quindío y después Deportivo Pereira. En 1969, Norberto "Gallito" Hernández llegó al América de Cali, en donde fue un jugador importante y con este equipo alcanzó el segundo lugar del torneo. A finales del año, se retiró del fútbol profesional.

## Clubes
| Club                 | País     | Año              |
| -------------------- | -------- | ---------------- |
| Unión Magdalena      | Colombia | 1956             |
| Santa Fe             | Colombia | 1957-1958 / 1960 |
| Atlético Nacional    | Colombia | 1959             |
| Atlético Bucaramanga | Colombia | N.S. N.R.        |
| Deportes Tolima      | Colombia | N.S. N.R.        |
| Deportes Quindío     | Colombia | N.S. N.R.        |
| Deportivo Pereira    | Colombia | N.S. N.R.        |
| América de Cali      | Colombia | 1969             |

## Palmarés

### Campeonatos nacionales
| Título           | Club     | País     | Año  |
| ---------------- | -------- | -------- | ---- |
| Primera División | Santa Fe | Colombia | 1958 |
| Primera División | Santa Fe | Colombia | 1960 |